# Linda Vista (Guerrero)
Linda Vista es una localidad del estado mexicano de Guerrero. Es parte del municipio de San Miguel Totolapan.

## Demografía
| Gráfica de evolución demográfica |
|                                  |

| Censo | Población |
| ----- | --------- |
| 1960  | 94        |
| 1970  | —         |
| 1980  | 62        |
| 1990  | 772       |
| 2000  | 1 169     |
| 2010  | 1 222     |
| 2020  | 1 292     |